# Interpretación telefónica
Interpretación Telefónica es un servicio que conecta intérpretes humanos por vía telefónica a individuos que desean hablar con otros pero no comparten el mismo idioma. El intérprete por teléfono convierte lo hablado de un idioma a otro, permitiendo a los oyentes y hablantes entenderse entre sí. La mayoría de las veces la interpretación vía telefónica ocurre de forma consecutiva, esto significa que el intérprete espera hasta que el hablante termine de dar su emisión antes de dar la interpretación en el otro idioma. La interpretación telefónica es una modalidad o mecanismo de entrega con el fin de proveer servicios de interpretación. Otras formas de emitir servicios de interpretación incluyen video-intérprete o intérprete cara a cara.

## Proveedores
Hay varias clases de organizaciones que proporcionan interpretación telefónica, incluyendo compañías con fines de lucro, organizaciones gubernamentales, organizaciones sin fines de lucro y divisiones internas dentro de una compañía. Por ejemplo, el gobierno de Australia tiene un servicio de interpretación telefónico, de igual forma los gobiernos de Sudáfrica y Nueva Zelanda. En los Estados Unidos la interpretación telefónica es ampliamente utilizada por los tribunales federales. Existen gran cantidad de proveedores comerciales y son comúnmente utilizados en los Estados Unidos. Muchos de los proveedores de interpretación telefónica conectan a sus usuarios con intérpretes en más de 150 idiomas. Tales proveedores afirman tener la capacidad de conectar con un intérprete en cualquier hora del día en cuestión de segundos. Algunos hospitales y sistemas de cuidado de la salud como Cambridge Health Alliance proveen servicios de interpretación telefónica.

## Equipo
Generalmente los usuarios tienen acceso al servicio de interpretación telefónica con un teléfono o computadora con VozIP (también conocido como VoIP por sus siglas en inglés). Sin embargo, si las partes que desean comunicarse se encuentran en el mismo lugar, utilizando un teléfono con auricular dual, un teléfono con dos auriculares, evita que las partes tengan que pasar el teléfono de un lado a otro. Los altavoces también se utilizan, pero estos pueden crear desafíos tanto en la confidencialidad, y para el intérprete, especialmente por ruidos en el fondo, el cual puede disminuir la capacidad de escucha del intérprete. 
El teléfono con auricular dual fue presentado por primera vez por la compañía CyraCom, un proveedor de servicios de interpretación telefónica, actualmente es de gran disponibilidad de parte de compañías de interpretación como K Internacional, Webinterpret, Language Line Services y Pacific Interpreters. También hay una variante creada especialmente para el gobierno de UK de parte del proveedor de servicios de interpretación thebigword Group. Estas compañías generalmente rentan o venden los teléfonos a sus clientes de interpretación telefónica. Teléfonos con auricular dual pueden ser adquiridos directamente por los clientes, permitiéndoles obtener los teléfonos sin necesidad de realizar el proceso a través de una compañía de interpretación. 
Cuando una de las partes es completa o parcialmente sorda y/o muda, la comunicación por medio de un intérprete de señas que no se encuentre en el mismo lugar puede ser utilizada a través de un teléfono con video o tecnología de telecomunicación de video similar. 

## Usos
Las previsiones de la interpretación telefónica generalmente entran en dos categorías principales: 
- Automática - Respuesta de voz interactiva IVR (por sus iniciales en inglés) la aplicación es empleada para convertir lo hablado o datos keyed Sistema Multifrecuencial DTMF (por sus iniciales en inglés) en una solicitud para conectar a un intérprete de un idioma específico (identificación por códigos únicos de idioma). Esta aplicación es conveniente para los centros de llamadas, quienes tienen la necesidad de una conexión rápida (a veces completamente-integrada) al servicio de interpretación.
- Operador principal - utiliza a un representante de servicio al cliente para contestar la llamada, reunir toda la información del cliente y facilitar la conexión con el intérprete. Un servicio de esta naturaleza es preferido por organizaciones como el servicio de emergencias donde el código de referencia para el idioma sería inapropiado.

La interpretación telefónica es ampliamente usada para diversas áreas, incluyendo cuidados para la salud, fines gubernamentales, finanzas, seguros, 911/emergencias y muchos otros. La interpretación telefónica es de mucha ayuda en aquellas instancias donde las partes de igual forma utilizarían el teléfono para comunicarse, como interacción entre centros de llamadas y sus clientes, llamadas entre miembros de la población en general y el centro de llamadas del 911, etc. La interpretación telefónica es empleada para presentar solicitudes por teléfono, ayudar a aquellos que tengan preguntas sobre el saldo de sus cuentas, fechas de pago entre otras.
La interpretación telefónica por medio del sistema de interpretación por video-remoto o VRI (por sus iniciales en inglés) o Servicio de transmisión por video, VRS (por sus iniciales en inglés) es muy útil donde las partes son completa/parcialmente sordas o tienen discapacidad del habla. En tales casos el flujo de la interpretación es normal dentro del idioma principal, como la lengua de señas francesa o LSF (por sus iniciales en francés) al francés hablado, o lengua de signos española o LSE (por sus siglas en español) al español hablado, lengua de señas británica o BSL (por sus iniciales en inglés) al inglés hablado y lengua de señas americana o ASL (por sus iniciales en inglés) igualmente al inglés hablado (ya que el BSL y el ASL son completamente distintos), etc. Los intérpretes de señas bilingüitas, quienes pueden traducir del idioma principal (del y al SSL al y del inglés hablado) también están disponibles, si bien es cierto que con menos frecuencia. Dichas actividades involucran un esfuerzo considerable de parte del traductor ya que las lenguas de señas son idiomas naturalmente distintos con la propia estructura de las sintaxis la cual es diferente de la versión auditiva de la misma lengua.

## Mercado
En el 2007 el mercado para interpretación telefónica tenía un valor de 700 millones de dólares, con un estimado de 500 millones de dólares generados en los Estados Unidos. La compañía de investigación de las industrias Common Sense Advisory calcula que este número se incrementara a 1.2 billones de dólares para el 2012. El mercado de interpretación telefónica tiene posibilidades globales e incluye compañías de los Estados Unidos, los países bajos, Suecia, Francia, Reino Unido, Canadá, India, China, Noruega, España y Hong Kong.